# Stade Toa Payoh
Le Stade Toa Payoh (en anglais : Toa Payoh Stadium, en malaisien : Stadium Toa Payoh, en chinois : 大巴窑体育场, et en tamoul : தோ பாயோ ஸ்டேடியம்), est un stade omnisports singapourien (servant principalement pour le football et l'athlétisme) situé dans le quartier de Toa Payoh, dans le centre de Singapour.
Le stade, doté de 3 896 places et inauguré en 1974, sert d'enceinte à domicile à l'équipe de football du Balestier Khalsa Football Club.

## Histoire
Le stade, qui a ouvert ses portes au public le 1er mars 1974, est constitué d'un terrain de football, d'une piste d'athlétisme de 8 lignes de 400 mètres, d'une piscine, de plusieurs courts de tennis et d'une salle de musculation,.
Le stade Toa Payoh a accueilli la célébration du Singapore National Day Parade en 1977.
Un gymnase est également situé dans le complexe sportif, qui fut le lieu principal pour les événements d'haltérophilie et de volley-ball des Jeux olympiques de la jeunesse de 2010.
Le stade Toa Payoh sert également pour les Forces armées de Singapour comme un lieu de recrutement et de préparation au combat pour effectuer des tests physiques.

## Transports
Le stade se situe à 5-10 minutes à pied de la station de métro Toa Payoh sur la North South line.

## Galerie

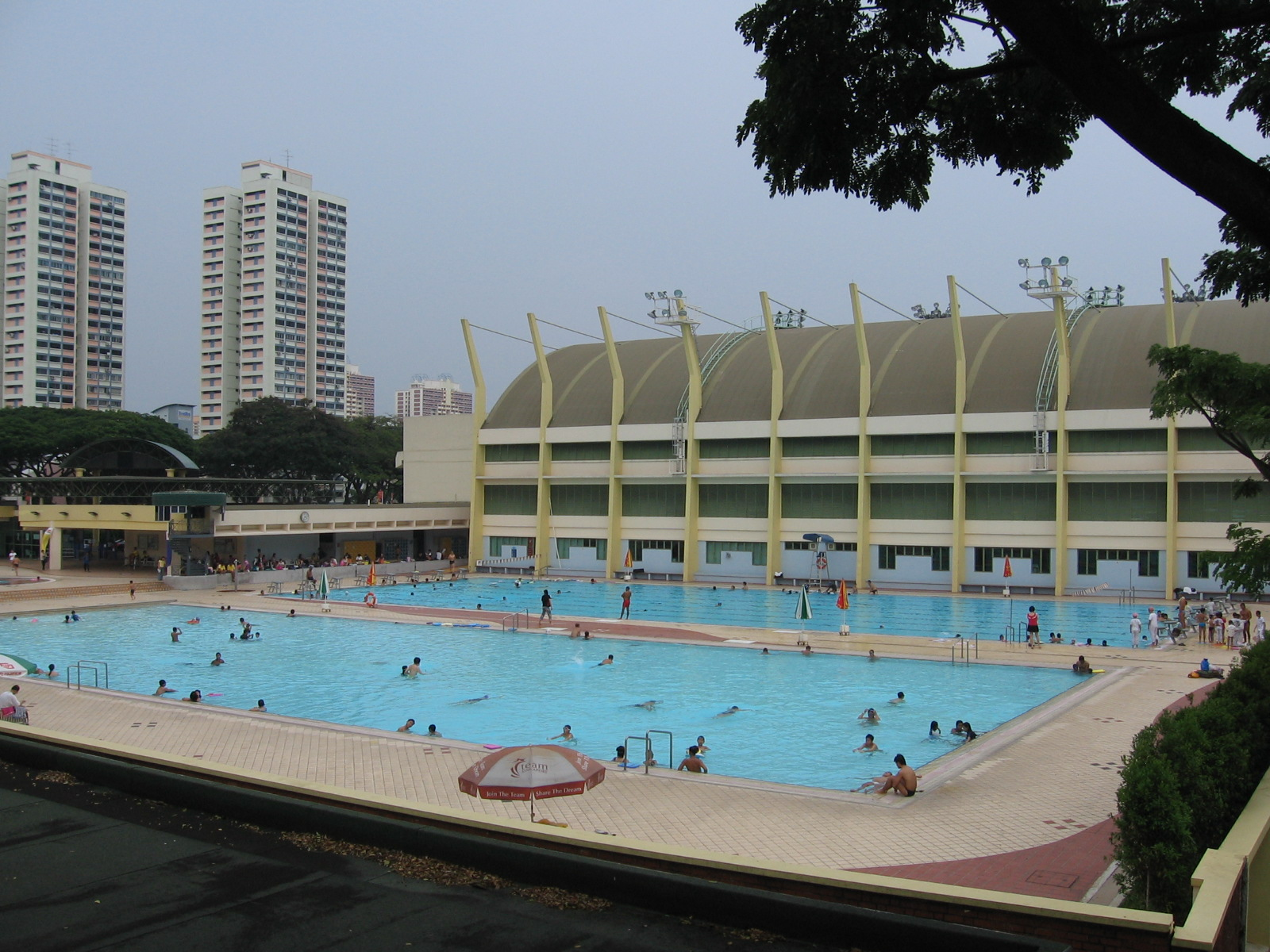
La piscine du complexe sportif de natation de Toa Payoh